# Oberamt Marbach

Karte der württembergischen Oberämter, Stand 1926

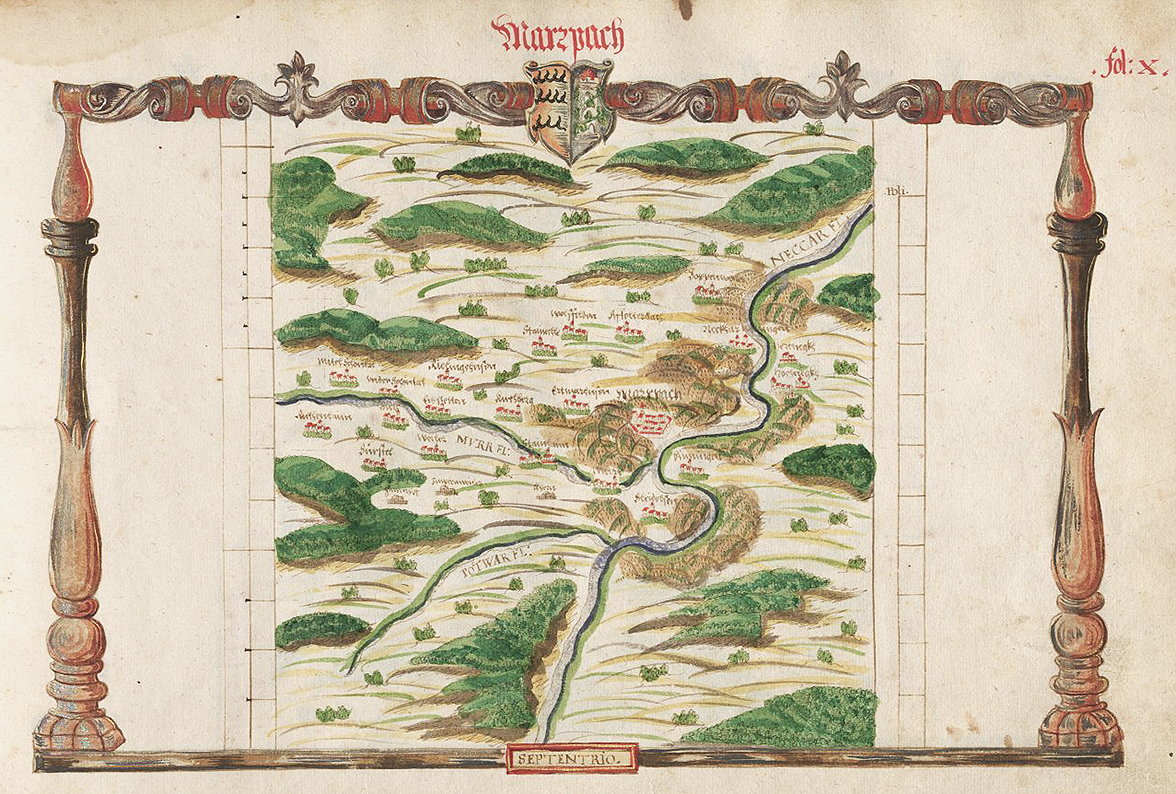
Erste Karte des Amts Marbach von Heinrich Schweickher (1575)

Das Oberamt Marbach war ein württembergischer Verwaltungsbezirk (auf beigefügter Karte #31), der 1934 in Kreis Marbach umbenannt und 1938 aufgelöst wurde, wobei seine Gemeinden den Landkreisen Ludwigsburg als Rechtsnachfolger, Backnang und Heilbronn zufielen. Allgemeine Bemerkungen zu württembergischen Oberämtern siehe Oberamt (Württemberg).

## Geschichte
Die Stadt Marbach war bereits seit dem 14. Jahrhundert Sitz eines Amts, zu dem neben der Stadt auch die Orte in der näheren Umgebung gehörten. Bis Ende des 15. Jahrhunderts rundeten weitere Erwerbungen den württembergischen Besitz an Neckar und unterer Murr ab. Mit dem Aufstieg Ludwigsburgs verlor Marbach im 18. Jahrhundert an Bedeutung; die Amtsorte Neckarweihingen, Poppenweiler und Benningen wurden dem Oberamt Ludwigsburg zugeschlagen. Im nordöstlich angrenzenden Bottwartal fungierten die Städte (Groß-)Bottwar und Beilstein als Verwaltungsmittelpunkte. Die 1806 begonnene Neugliederung fügte die drei Ämter, seit 1758 Oberämter, zum vergrößerten Oberamt Marbach zusammen. Es gehörte zunächst zur Landvogtei an der Enz, dann von 1818 bis 1924 zum Neckarkreis.

### Ehemalige Herrschaften
1813, nach Abschluss der Gebietsreform, setzte sich der Bezirk aus Bestandteilen zusammen, die im Jahr 1800 zu folgenden Herrschaften gehört hatten:
- Herzogtum Württemberg

Oberamt Marbach, Gebietsstand 1813, mit den früheren Ämtergrenzen
Legende

  - Oberamt Marbach: Marbach, Affalterbach, Burgstall, Erbstetten, Erdmannhausen, Kirchberg, Murr, Pleidelsheim, Rielingshausen, Steinheim, Weiler zum Stein;
  - Oberamt Bottwar: Großbottwar, Allmersbach, Kleinaspach, Lichtenberg, sowie als Niederadelsbesitz unter württembergischer Landeshoheit Winzerhausen;
  - Oberamt Beilstein: Beilstein, Auenstein, Gronau, Nassach, Oberstenfeld, Anteil an Helfenberg;
  - Stabsamt Höpfigheim;
  - Stabsamt Mundelsheim;
  - Stiftsverwaltung Backnang: Siegelhausen, Zwingelhausen;
  - Kammerschreibereigut
    - Stabskellerei Liebenstein: Ottmarsheim;
    - Schlosshofmeisterei Winnental: Steinächle.
- Grafschaft Löwenstein
Zu der seit 1504 unter württembergischer Lehns- und Landeshoheit stehenden Grafschaft gehörte Schmidhausen.
- Reichsritterschaft: Beim Kanton Kocher der schwäbischen Ritterschaft waren Schaubeck mit Kleinbottwar (Freiherr von Kniestedt) und Helfenberg (Freiherr von Gaisberg) immatrikuliert.

## Gemeinden

### Einwohnerzahlen 1864
Folgende Gemeinden waren 1864 dem Oberamt Marbach unterstellt:
| Nr. | frühere Gemeinde | Einwohner | heutige Gemeinde      |
| --- | ---------------- | --------- | --------------------- |
| 1   | Marbach          | 2216      | Marbach am Neckar     |
| 2   | Affalterbach     | 1219      | Affalterbach          |
| 3   | Allmersbach      | 442       | Aspach                |
| 4   | Auenstein        | 994       | Ilsfeld               |
| 5   | Beilstein        | 1408      | Beilstein             |
| 6   | Burgstall        | 546       | Burgstetten           |
| 7   | Erbstetten       | 547       | Burgstetten           |
| 8   | Erdmannhausen    | 971       | Erdmannhausen         |
| 9   | Gronau           | 933       | Oberstenfeld          |
| 10  | Groß-Bottwar     | 2324      | Großbottwar           |
| 11  | Höpfigheim       | 779       | Steinheim an der Murr |
| 12  | Hof und Lembach  | 361       | Großbottwar           |
| 13  | Kirchberg        | 1476      | Kirchberg an der Murr |
| 14  | Klein-Aspach     | 1203      | Aspach                |
| 15  | Klein-Bottwar    | 776       | Steinheim an der Murr |
| 16  | Mundelsheim      | 1658      | Mundelsheim           |
| 17  | Murr             | 911       | Murr                  |
| 18  | Nassach          | 314       | Spiegelberg           |
| 19  | Oberstenfeld     | 1191      | Oberstenfeld          |
| 20  | Ottmarsheim      | 804       | Besigheim             |
| 21  | Pleidelsheim     | 1284      | Pleidelsheim          |
| 22  | Rielingshausen   | 879       | Marbach am Neckar     |
| 23  | Schmidhausen     | 647       | Beilstein             |
| 24  | Steinheim        | 1071      | Steinheim an der Murr |
| 25  | Weiler zum Stein | 782       | Leutenbach            |
| 26  | Winzerhausen     | 1068      | Großbottwar           |
|     | Summe            | 26804     |                       |

### Änderungen im Gemeindebestand seit 1813

Gemeinden und Markungen um 1860

1839 wurde der Hartwald bei Steinheim, zuvor von den „Hartgenossen“ gemeinsam genutzt, aufgeteilt. Dabei erhielten Marbach, Erdmannhausen, Murr und Pleidelsheim jeweils eine Markungsexklave zugeteilt.
1843 wurde Nassach (mit Kurzach) von Gronau getrennt und zur selbständigen Gemeinde erhoben.
1882 wurde der Kirschenhardthof von Hochdorf (Oberamt Waiblingen) nach Erbstetten umgemeindet.
1935 wurde der Abstetter Hof von Winzerhausen nach Auenstein umgemeindet.

## Amtsvorsteher
- 1807–1809: Friedrich Christian Ludwig Geisheimer (1767–?)
- 1809–1810: Christoph Friedrich Parrot (1751–1812)
- 1810–1818: Ernst Ludwig von Mutschler (1770–1848)
- 1818–1819: Eberhard Christian Heigelin (1789–1857)
- 1819–1838: Johann Gottlob Veiel (1772–1855)
- 1838–1843: Karl Ferdinand Sandberger (1776–1856)
- 1843–1866: Gustav Stockmayer (1796–1870)
- 1866–1880: Adolph Klett (1818–1880)
- 1881–1902: Paul Schott (1836–1907)
- 1902–1918: Wilhelm Waiblinger (1857–?)
- 1918–1933: Hermann Grimm (1866–1960)
- 1933–1938: Hermann Ebner (1896–1964)